# Туризм у Хорватії

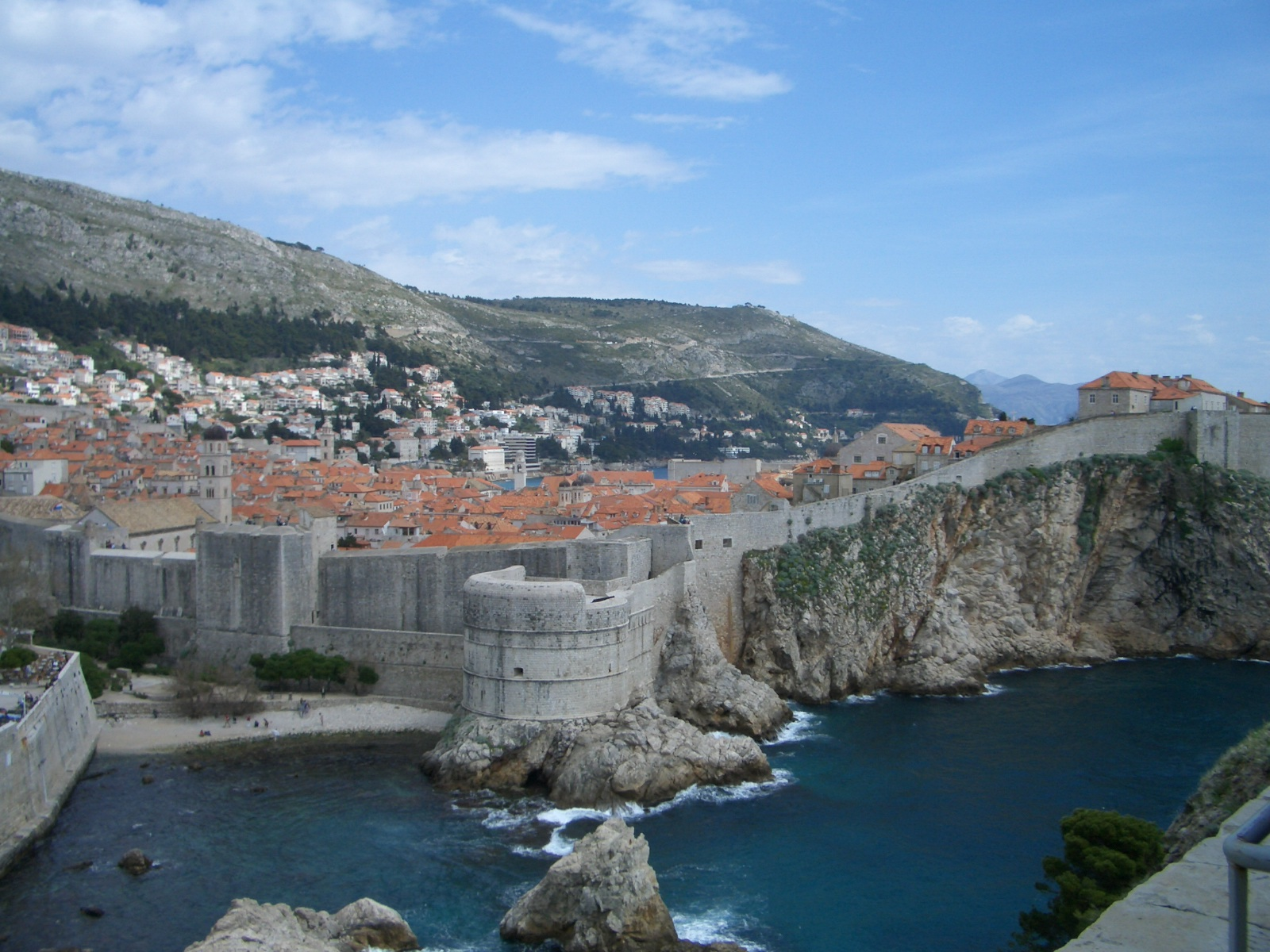
Частина мурів Дубровника, які захищали морське місто-державу Дубровник — один з найпопулярніших туристичних напрямків в Хорватії.

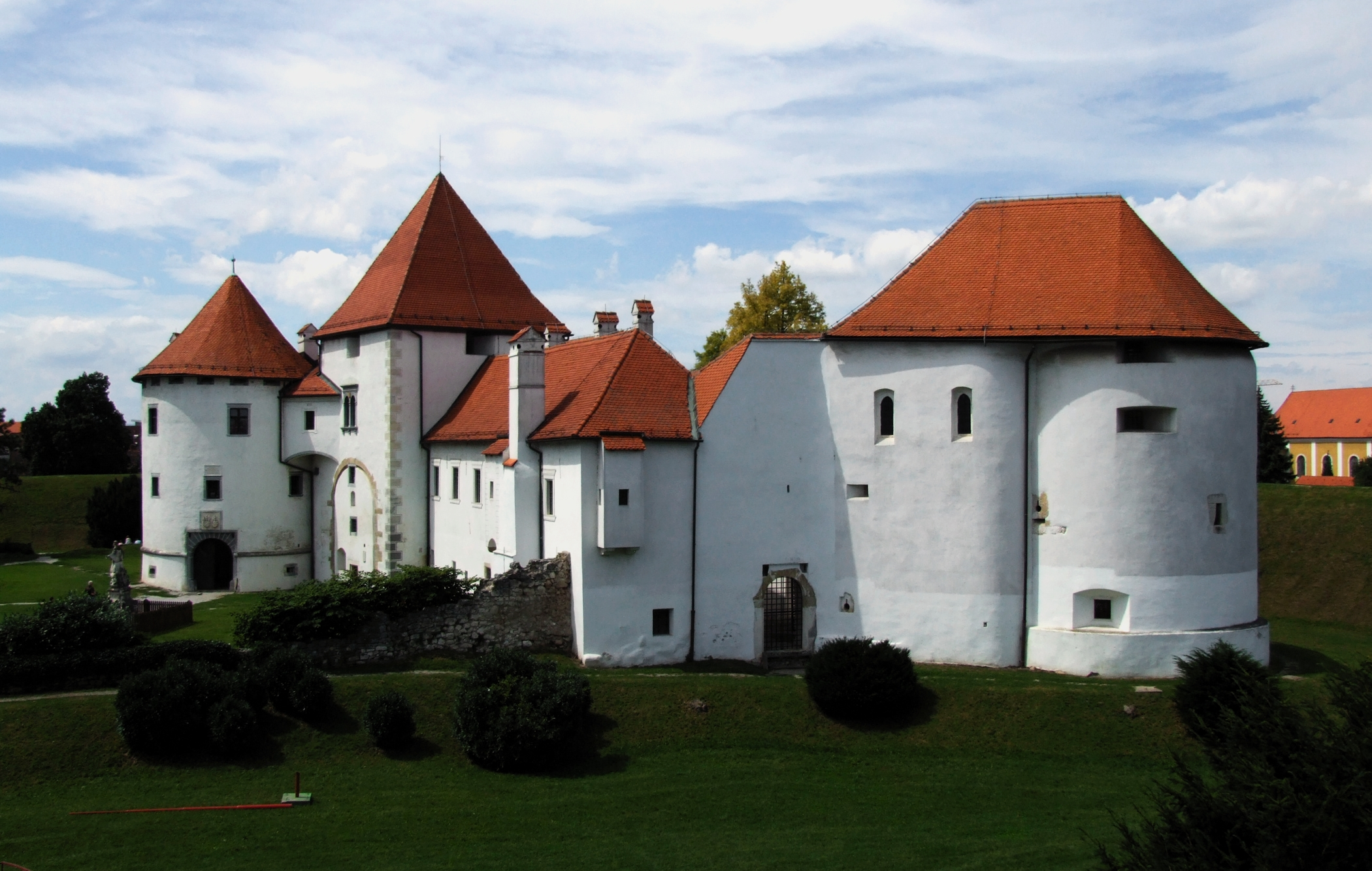
Замок в Старому місті Вараждин у північній частині країни.

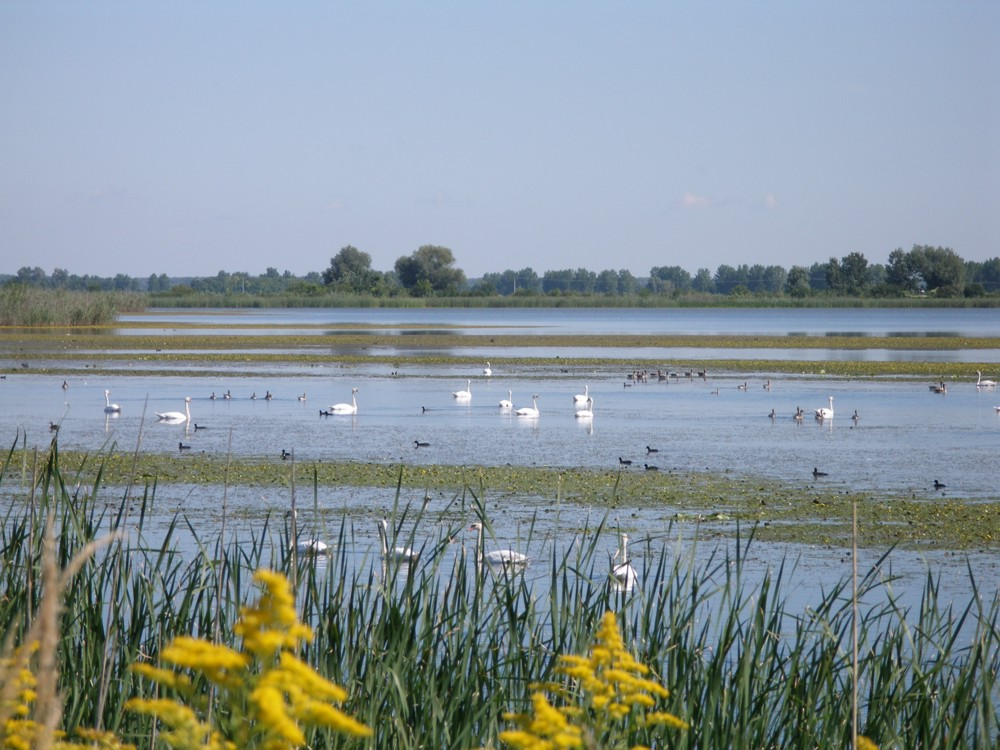
Копачкі Ріт

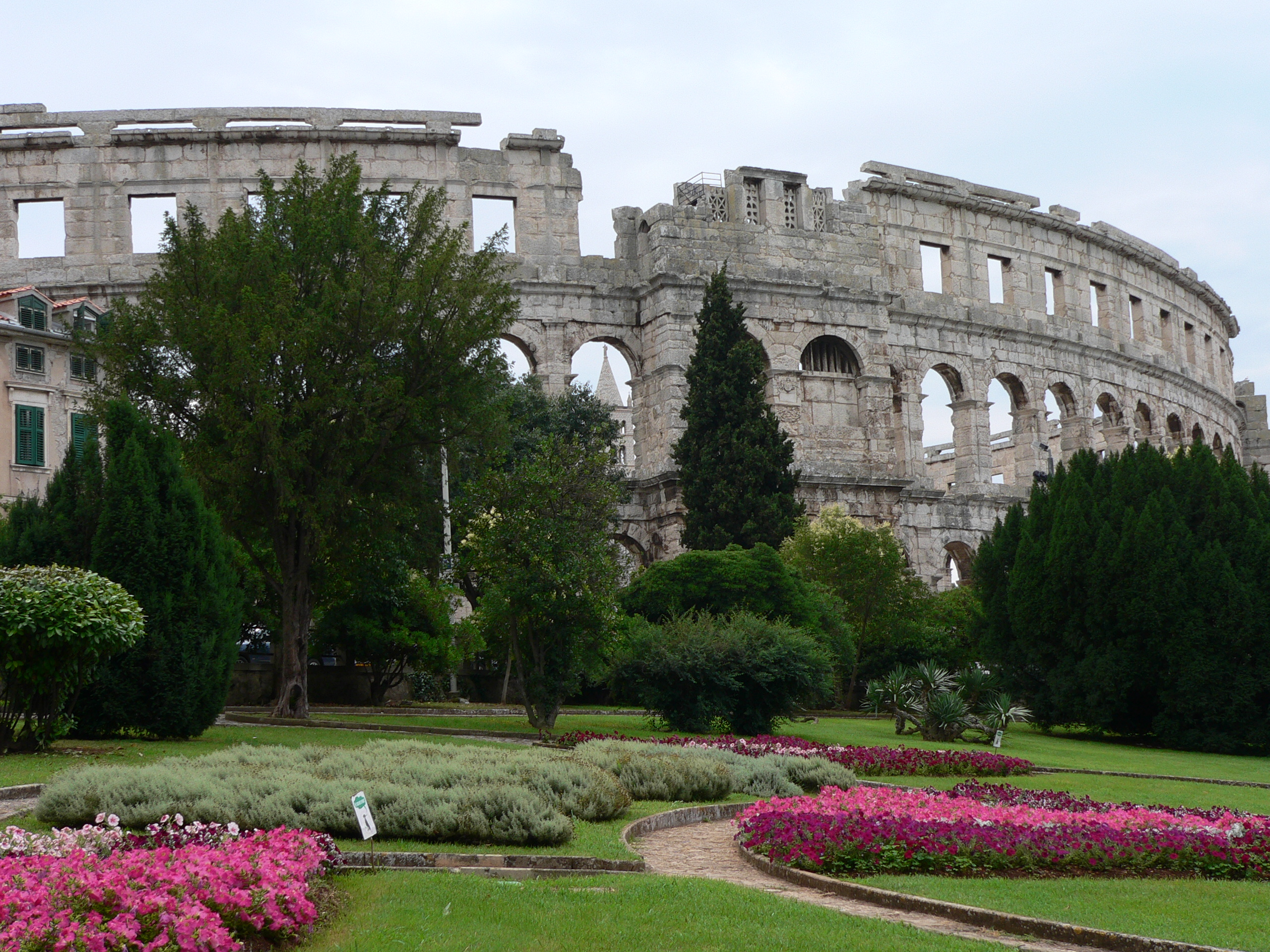
Амфітеатр, Пула

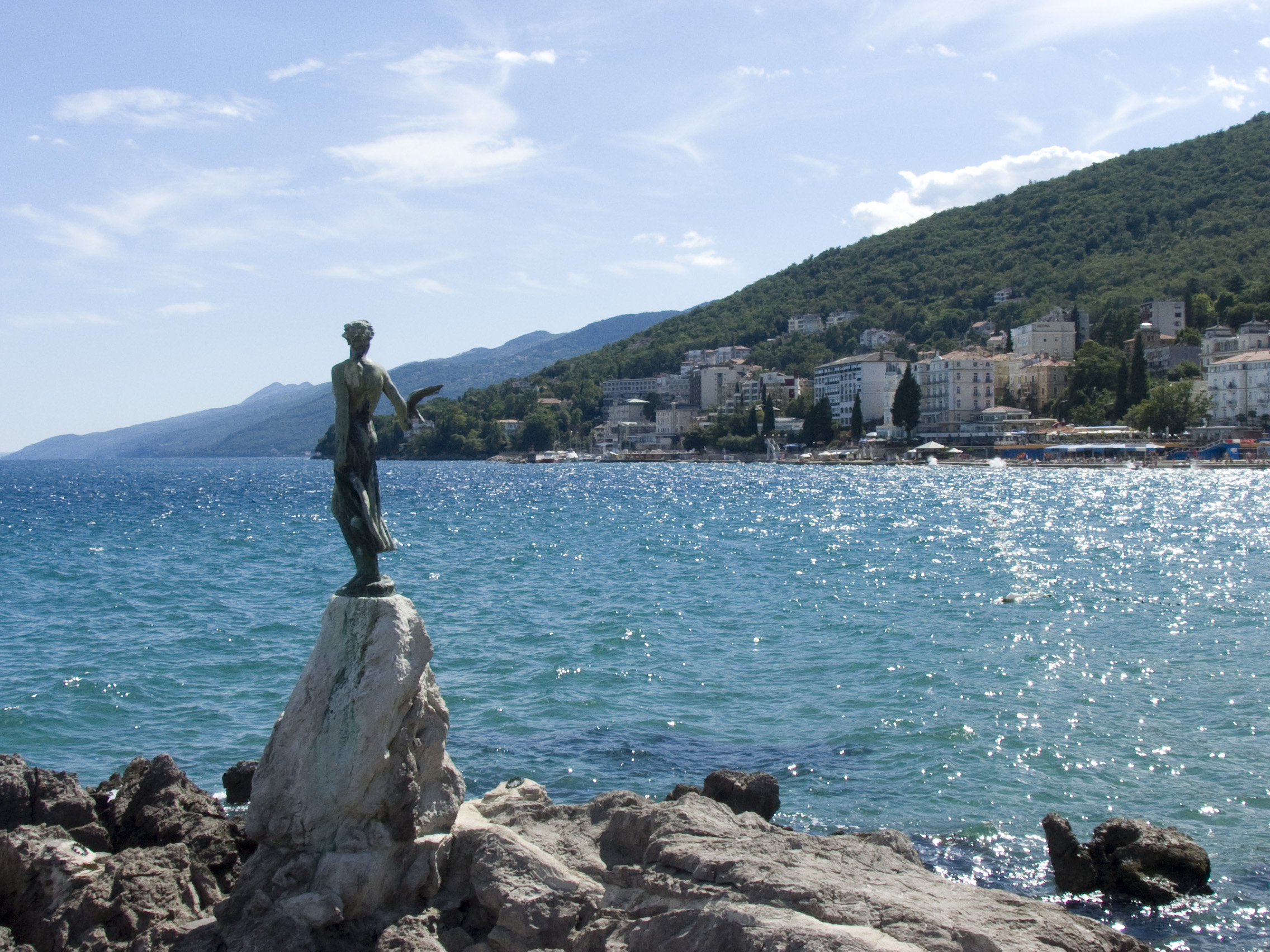
Приморське місто Опатія.

Туризм є основною галуззю у Хорватії. У 2012 році Хорватія мала 11,8 млн туристів, у 2016 році ця цифра сягнула понад 16 мільйонів. Хорватія планує подвоїти ці цифри до 2020 року з національною стратегією залучити 17,5 млн іноземних туристів і доходів від туризму, які будуть перевищувати $ 17 млрд.
Туризм у Хорватії зосереджений у районах, розташованих уздовж Адріатичного узбережжя і сильно сезонний, досягаючи максимуму в липні та серпні.
Вісім областей у країні були призначені національними парками, і ландшафт у цих областях дає додатковий захист від забудови. Кілька компаній запустити флотилії яхт на різних ділянках узбережжя, які також популярні серед дайверів.
Lonely Planet назвав Хорватію як головний вибір пункту призначення за 2005 рік, в той час як National Geographic Adventure Magazine назвав Хорватію пунктом призначення 2006 року.

## Туристичні регіони
Хорватська національна рада по туризму розділила Хорватію на шість різних туристичних регіонів.

### Історія
На західному узбережжі півострова Істрія є кілька історичних міст римських часів, таких як місто Умаг в якому проводиться щорічний тенісний турнір Croatia Open ATP на глиняних кортах.
Місто Пореч відоме захищеною ЮНЕСКО Євфразієвою базилікою, яка включає мозаїку 6 століття із зображенням візантійського мистецтва. План міста все ще показує древній римський Каструм з головними вулицями Decumanus й Cardo Maximus, збереженими в своїх початкових формах. Марафор — римська площа з двома прикріпленими храмами. Один з них, зведений в I столітті і присвячений римському богові Нептуну. Спочатку готичний францисканський храм, побудований в 13 столітті, зал «Дієта Істріан» був реконструйований в стилі бароко в 18 столітті.
Найбільше місто в регіоні Пула має один з найкращих збережених амфітеатрів у світі, який досі використовується для фестивалів і заходів. Він оточений готельними комплексами, курортами, таборами і спортивними спорудами. Поруч знаходиться національний парк Бріуни, раніше літня резиденція Йосипа Броз Тіто. Римські вілли і храми все ще поховані серед сільськогосподарських полів і вздовж берегової лінії прилеглих рибальських і фермерських сіл. Прибережні води пропонують пляжі, риболовлю, занурення у стародавні римські галери і військові кораблі Першої світової війни, скелелазіння і вітрильний спорт.Пула є кінцевою точкою веломаршруту EuroVelo 9, який курсує з Гданська по Балтійському морю через Польщу, Чехію, Австрію, Словенію і Хорватію.
Місто Ровінь містить добре вирізані прибережні райони з рядом маленьких заток, прихованих у густій рослинності, відкритих для нудистів. Хоча пляжі не вказані як нудистські пляжі, вони часто їх відвідують.
Інтер'єр зелений і лісистий, з невеликими кам'яними містами на пагорбах, такими як Мотовун.Річка Мирна тече нижче пагорба. На другій стороні річки знаходиться Мотувський ліс площею біля 10 км² в долині річки Мирна, з яких 280 га (2,8 км²) знаходяться під особливою охороною. Цей район відрізняється не тільки від довколишніх лісів, а й від усього навколишнього карстового регіону через його дику природу, вологий ґрунт і трюфелі (Tuber magnatum), які там ростуть. З 1999 року Мотовун організований міжнародний кінофестиваль Motovun для незалежних фільмів із США і Європи.У Грозняні, іншому гірському місті, кожного липня проводиться тритижневий джазовий фестиваль.

### Кварнер і високогір'я
Один із самих яскравих регіонів. Весь Кварнерський залив забезпечує яскраві пейзажі, високі гори з видом на великі острови в морі. Опатія є найстарішим туристичним курортом у Хорватії, його традиції туризму починаються з 19 століття.
Колишні венеційські острови міста Раб і Лошинь — популярні туристичні напрямки. Острів Раб багатий культурною спадщиною і культурно-історичними пам'ятками. Острів пропонує чудову природу, пляжі, традиції і події, такі як Rab arbalest турнір і Раб середньовічний фестиваль — Rapska Fjera. Близько 2600 годин сонячного світла на рік, острів Лошинь є туристичним місцем для словенців, італійців і німців в літні місяці. Середня вологість повітря становить 70 %, а середня річна температура становить 24 °C (75 °F) і 7 °C (45 °F) протягом зими.

Внутрішні регіони Горський Котар, Велебіт, Ліка мають гірські вершини, ліси та поля, багато видів тварин, включаючи ведмедів, і національні парки озер Рисняк і Плитвицькі озера. Національний парк Плитвицькі озера знаходиться на плато Плитвице, яке оточене трьома гірськими частинами Динарських Альп: гора Плешівіца (пік Gornja Plješevica 1640 м), гора Мала Капела (пік Seliški Vrh на висоті 1280 м) і Медведак (884 м). Національний парк підстилається карстовими породами, головним чином доломітом і вапняком з супутніми озерами і печерами, що зумовило саму відмінну рису його озер. Озера розділені природними греблями травертину, які відкладаються під дією моху, водоростей і бактерій. Інкрустовані рослини і бактерії накопичуються один на одному, утворюючи травертинові бар'єри, які ростуть зі швидкістю близько 1 см на рік. Шістнадцять озер розділені на верхній і нижній кластер, утворений стоком з гір, що спускається з висоти 636 до 503 м (2087—1650 футів) на відстань близько восьми кілометрів, вирівняний у напрямку південь-північ.

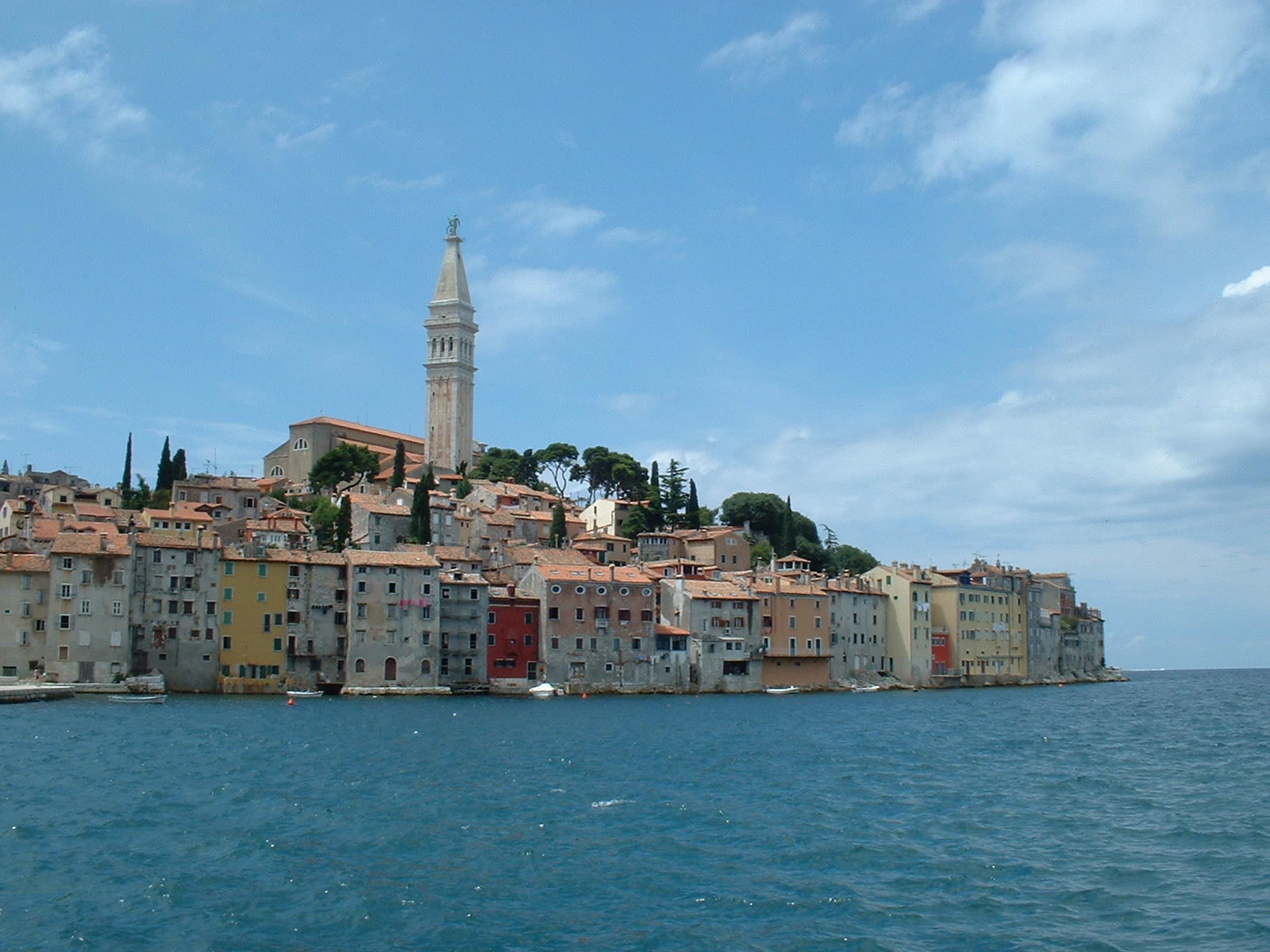
Прибережний вид Ровіня.

Озера колективно охоплюють площу близько двох квадратних кілометрів, причому вода виходить з самого нижнього озера, утворюючи річку Корана. Озера діляться на 12 Верхніх озер (Gornja jezera) і чотири Нижніх Озера (Donja jezera): під тавертиновими водоспадами іноді росте Cratoneuron moss, мох стає інкрустований травертином і свіжий мох росте далі, спочатку формуються скелі, але пізніше печери даху формують під скелю. Якщо вода продовжує текти, печера стає все більше. Відомі також печери вапняку. У цьому районі також проживають найрізноманітніші види тварин і птахів. Там можна зустріти рідкісну фауну, таку як європейський бурий ведмідь, вовк, орел, сова, рись, дика кішка і глухарі, а також безліч інших поширених видів. Там зареєстровано, щонайменше, 126 видів птахів, з яких 70 були зареєстровані як ті, які розмножуються.

### Далмація

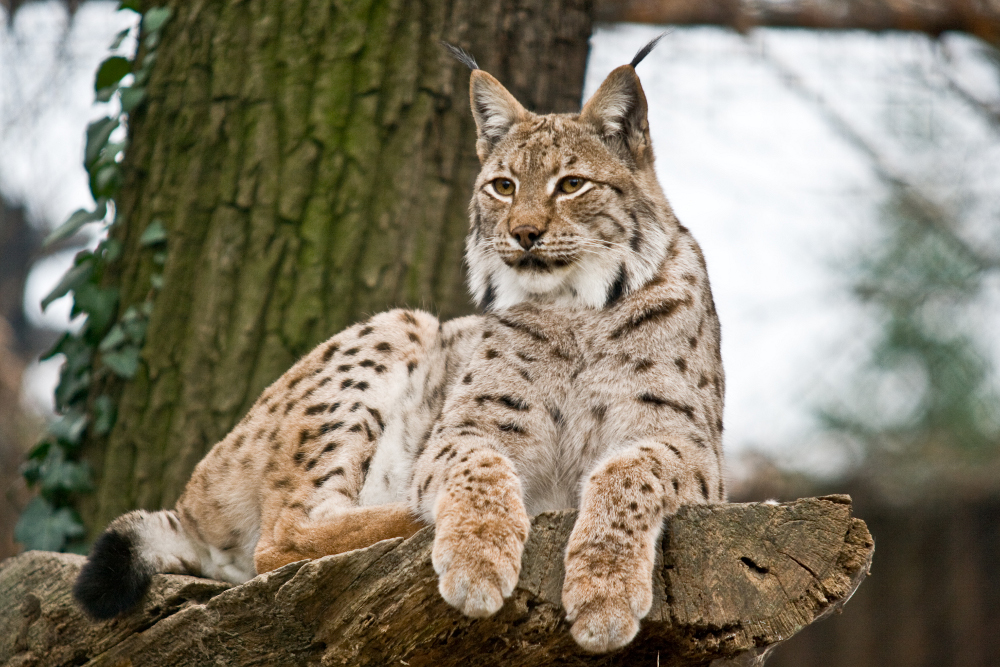
Євразійську рись можна помітити в горах.

#### Задар
Цей регіон підходить для яхтингу і відпочинку. Національний парк Корнати має сотні незаселених островів. Корнати, найбільший з островів загальною площею 32,525,315 м² (350,099,577 кв. футів), включає дві третини земельної ділянки парку. Хоча довжина острова складає 25,2 км, він не ширше 2,5 км. Парк управляється з міста Муртер, на острові Муртер, і пов'язаний з материком розвідним мостом.
Задар, найбільше місто в регіоні, отримав свою міську структуру в римські часи. За часів Юлія Цезаря і імператора Августа, місто було укріплене і були побудовані міські стіни з вежами і воротами. На західній стороні міста був римський форум, базиліка і храм, а за межами міста перебували амфітеатр і кладовища. Частково зберігся акведук, який постачав місто водою. Всередині стародавнього міста розвинулося середньовічне місто з поруч побудованих церков і монастирів.
Інтер'єр має змішані рівнини та гори, з каньйоном Паклениця як основною принадою. Паклениця є найбільш відвідуваним місцем скелелазіння в Хорватії, а також найбільшим в Південно-Східній Європі. Безпосередня близькість морської води дозволяє туристам поєднувати альпінізм, походи і водні види спорту. У місцях скелелазіння Паклениці є більше ніж 360 обладнаних і вдосконалених маршрутів різної складності та довжини. Основний сезон альпінізму починається навесні і закінчується пізньої осені. Площа парку містить 150—200 км трас і стежок, призначених або для туристів, або для альпіністів. Траси в парку відзначені дошками й альпіністськими знаками.
Острів Паг має одну з найбільших зон для вечірок в Європі в місті Новарлья і Зерче. Ці пляжі мають кругло добові дискотеки та працюють в літні місяці.

#### Шибеник

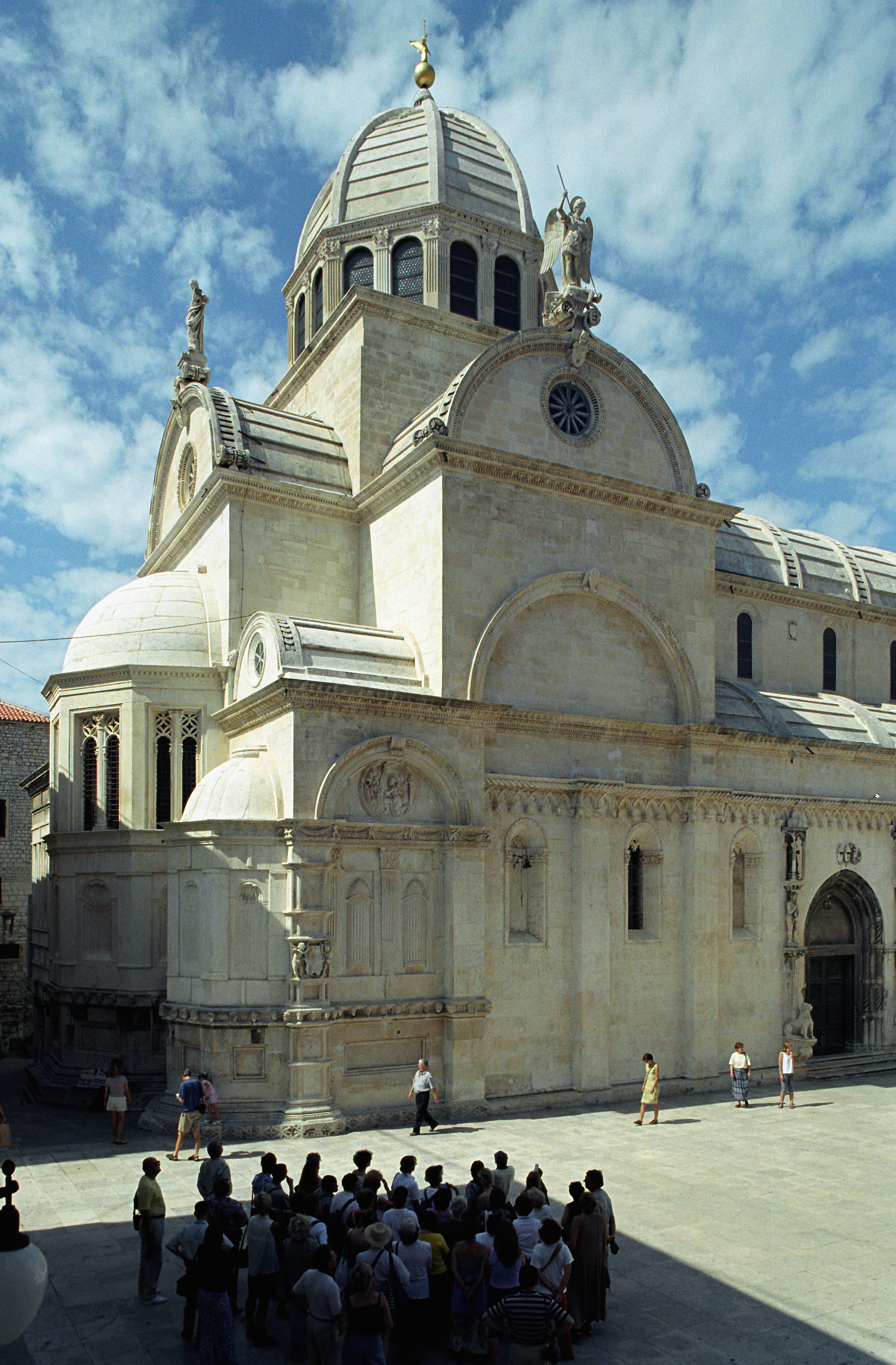
Собор святого Якова відомий своєю архітектурою.

Це ще одна зона яхтингу, усіяна островами, і з центром в місті Шибеник та Собор святого Якова, об'єкт Світової спадщини ЮНЕСКО. Кілька фортець, залишки епохи Відродження (яка включає в себе фортецю St. Nicholas) оточують місто.
Інтер'єр має національний парк Крка з водоспадами і монастирями. Skradinski Buk має атракціони і зручності, доступні серед різних пішохідних доріжок, екскурсії та презентації, прогулянки на човнах, ресторани та музеї.
Roški Slap, розташований недалеко від Miljevci, є другою найпопулярнішою пам'яткою Національного парку Крка з точки зору кількості відвідувачів, і чиї каскади можна відвідати протягом усього року. Roski Slap може бути досягнутий шляхом прогулянкового катера, який надає національний парк Крка, хоча до водоспадів можна дійти і звичайною дорогою. Всередині парку знаходиться острів Вісовац, який був заснований під час правління Людовика I Угорського, де знаходиться католицький Вісовацький монастир, заснований францисканцями в 1445 році, недалеко від села Мілевці. Парк також охоплює сербський православний монастир Крка заснований в 1345 році.

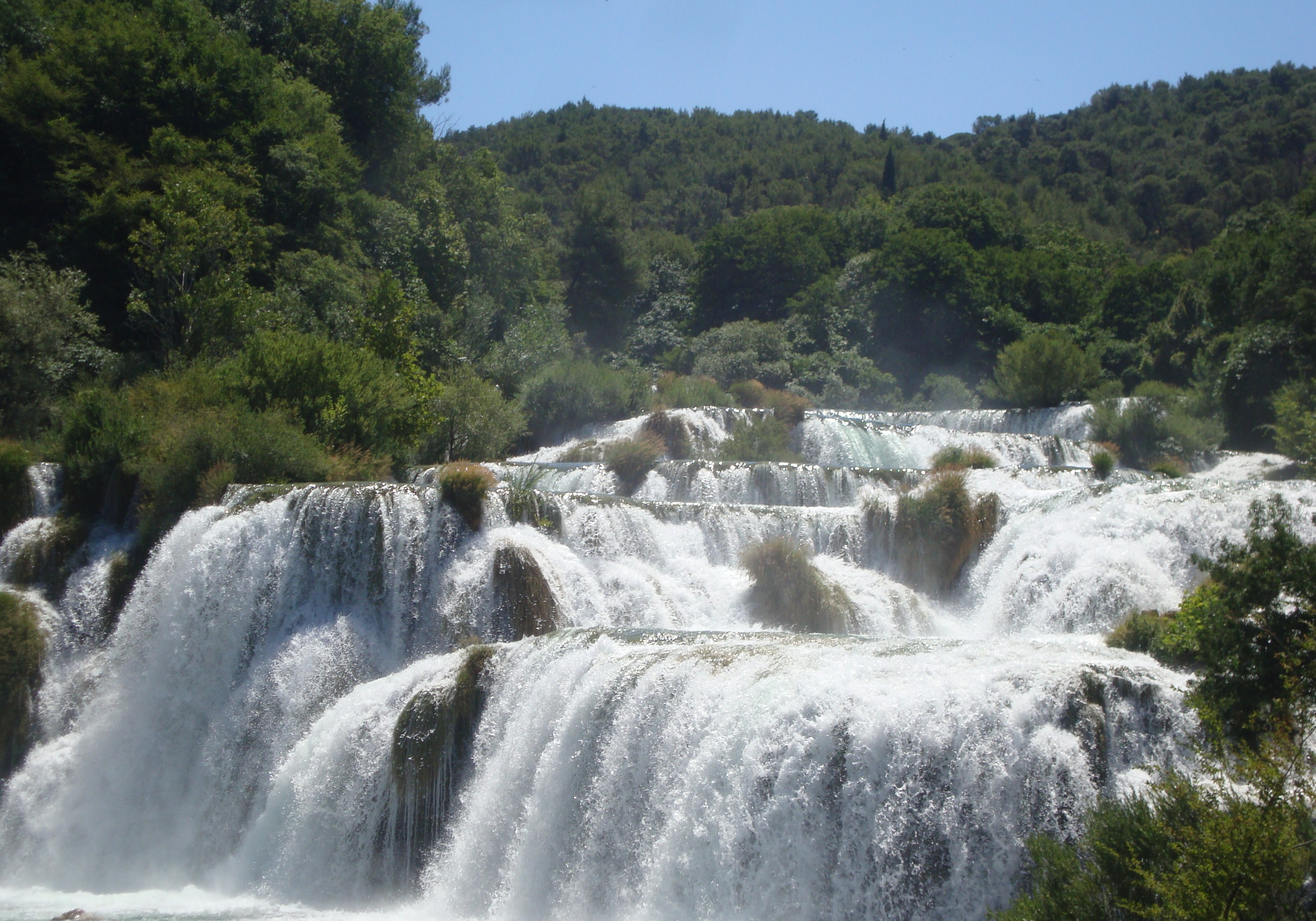
Водоспад в Кркському національному парку.

Територія навколо міста Книна має середньовічні фортеці і археологічні знахідки. Нещодавно знайдене римське місто Бернум знаходиться на відстані 18 км від Книну в напрямку Кістаньє, у якого є руїни найбільшого амфітеатру в Далмації побудованого в 77 році до н. е. в якому знаходилося 8000 чоловік під час правління Веспасіана. Села Біскупія і Капітул є археологічними пам'ятками X століття, де знайдені останки середньовічної хорватської культури, включаючи церкви, могили, прикраси і епіграфи.

#### Спліт

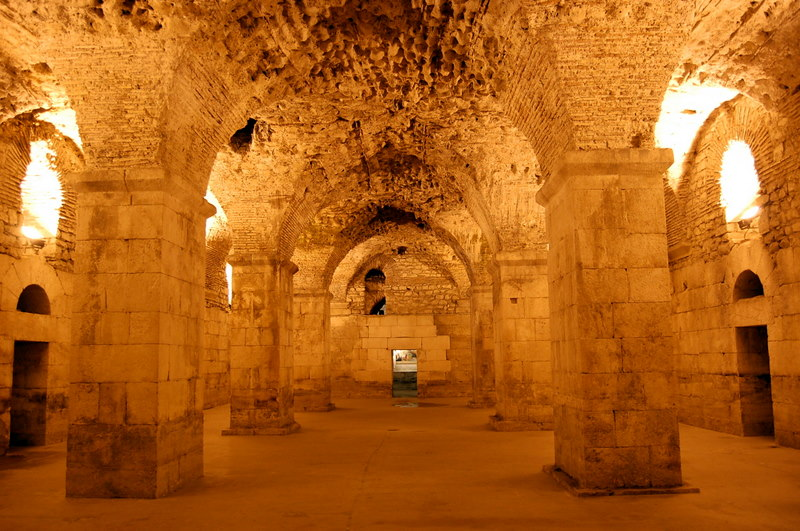
Підвал Палацу Діоклетіана.

Прибережне місто Спліт також є другим за величиною в Хорватії і відоме своєю унікальною римською спадщиною, яка містить палац Діоклетіана під захистом ЮНЕСКО. Місто було побудоване навколо добре збереженого палацу, який є найбільшою культурною і архітектурною особливістю на хорватському Адріатичному узбережжі. Сплітський собор походить від палацу.

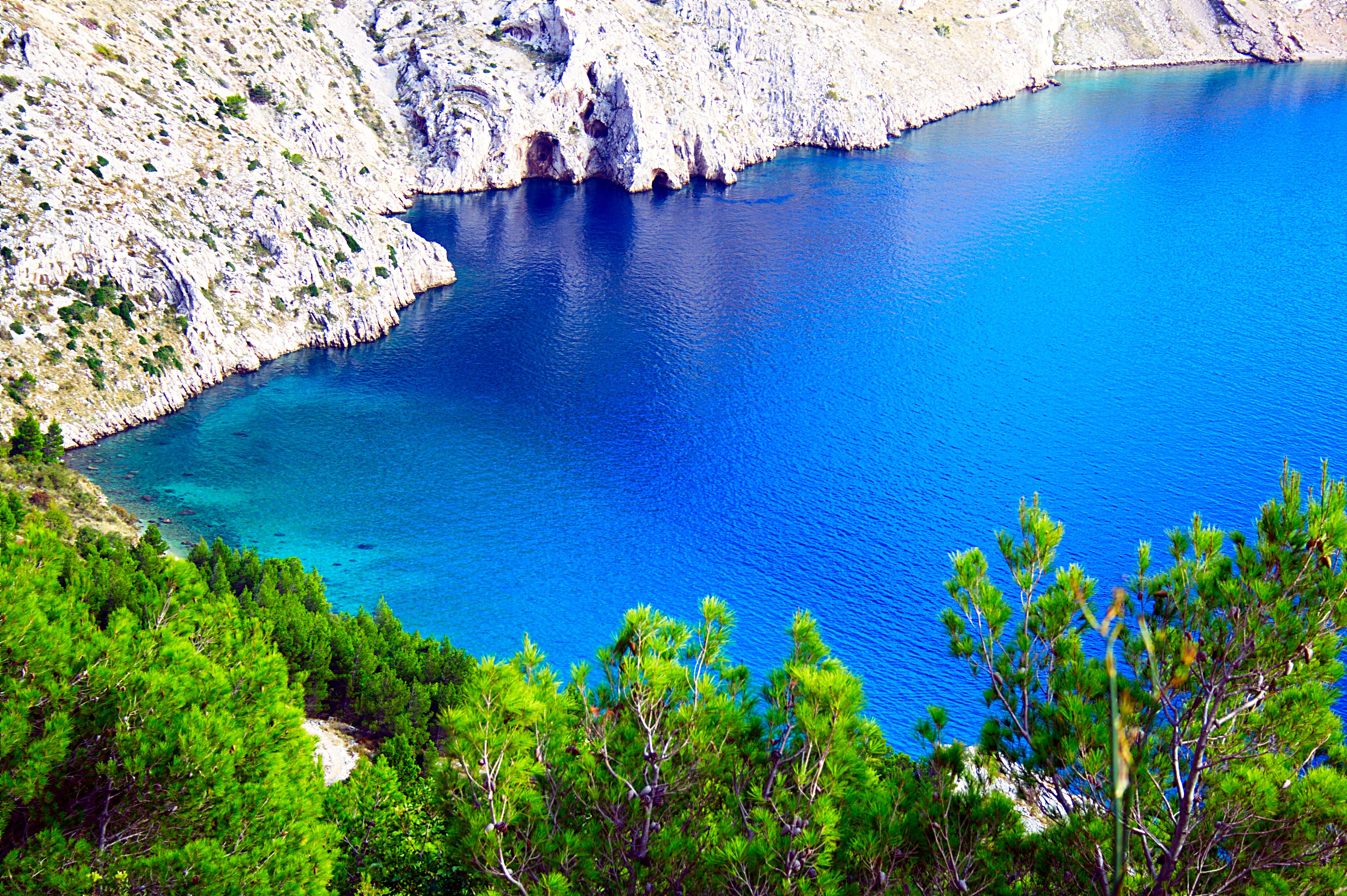
Макарська Рив'єра

Макарська рив'єра — це протяжність берегової лінії, яка пропонує пляжі, клуби, кафе, байдарки, вітрильний спорт і походи по Біоковому хребту. Найбільш популярні Брела, Макарська, Оміш, Башка-Вода.
Великі острови цього регіону включають місто Хвар, відоме своїми рибацькими та туристичними галузями. Хвар має м'який середземноморський клімат і середземноморську рослинність. Острів просуває себе як «саме сонячне місце в Європі», з більш ніж 2715 годин сонячного світла в середньому за рік. Культурні та мистецькі заходи в рамках фестивалю Hvar Summer проходять протягом усього літа, з кінця червня до кінця вересня. Ці події включають концерти класичної музики у виконанні національних і міжнародних артистів, а також виступи аматорських груп з Хвара. Галерея сучасного мистецтва в Хварі знаходиться в будівлі Арсеналу, в холі історичного театру Хвар. Постійний показ містить картини, скульптури, копії з колекцій та тимчасові виставки організовані в рамках проекту музею «Літо витончених мистецтв в Хварі».
Собор святого Стефана і Єпископський палац мають стиль епохи Відродження і бароко, а також фасад з тригранним фронтоном, також дзвіницю епохи Відродження в романському стилі 16 століття, створену венеційськими художниками.
Інші відомі острова в регіоні Брач, Чіово, Шолта і Віс.

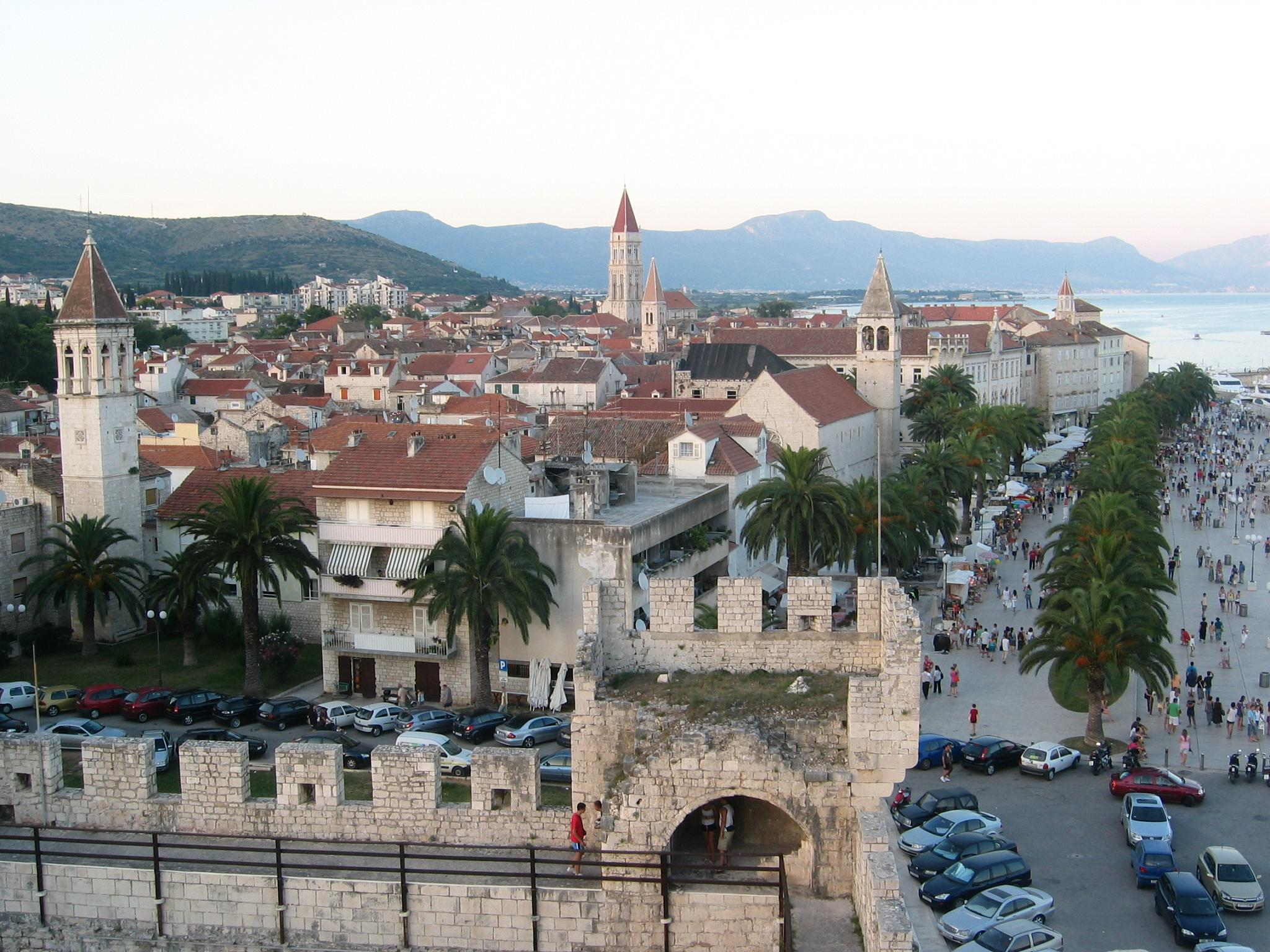
Історичне старе місто Трогіра.

Старе місто Трогір є об'єктом Всесвітньої спадщини ЮНЕСКО і містить суміш впливу елліністичного періоду, римлян і венеційців з його грецькою архітектурою, романськими церквами, будинками епохи Відродження і бароко.Трогірнайбільш добре збережений романсько-готичний комплекс в Центральній Європі. Середньовічне ядро Трогіра, оточене стінами, включає збережений замок і вежу, а також ряд будівель і палаців з романського, готичного, ренесансного і барокового періодів. Найвеличнішою будівлею Трогіра є Собор святого Лаврентія, головний західний портал якого є шедевром Радована, і найбільш значною роботою в романському стилі готики в Хорватії. Ще одна визначна пам'ятка — фортеця Камерленґо.

#### Дубровник

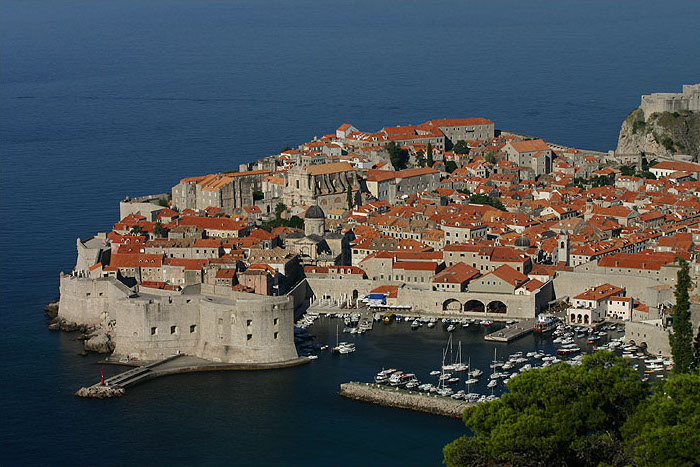
Найпопулярніший вид старого міста Дубровника.

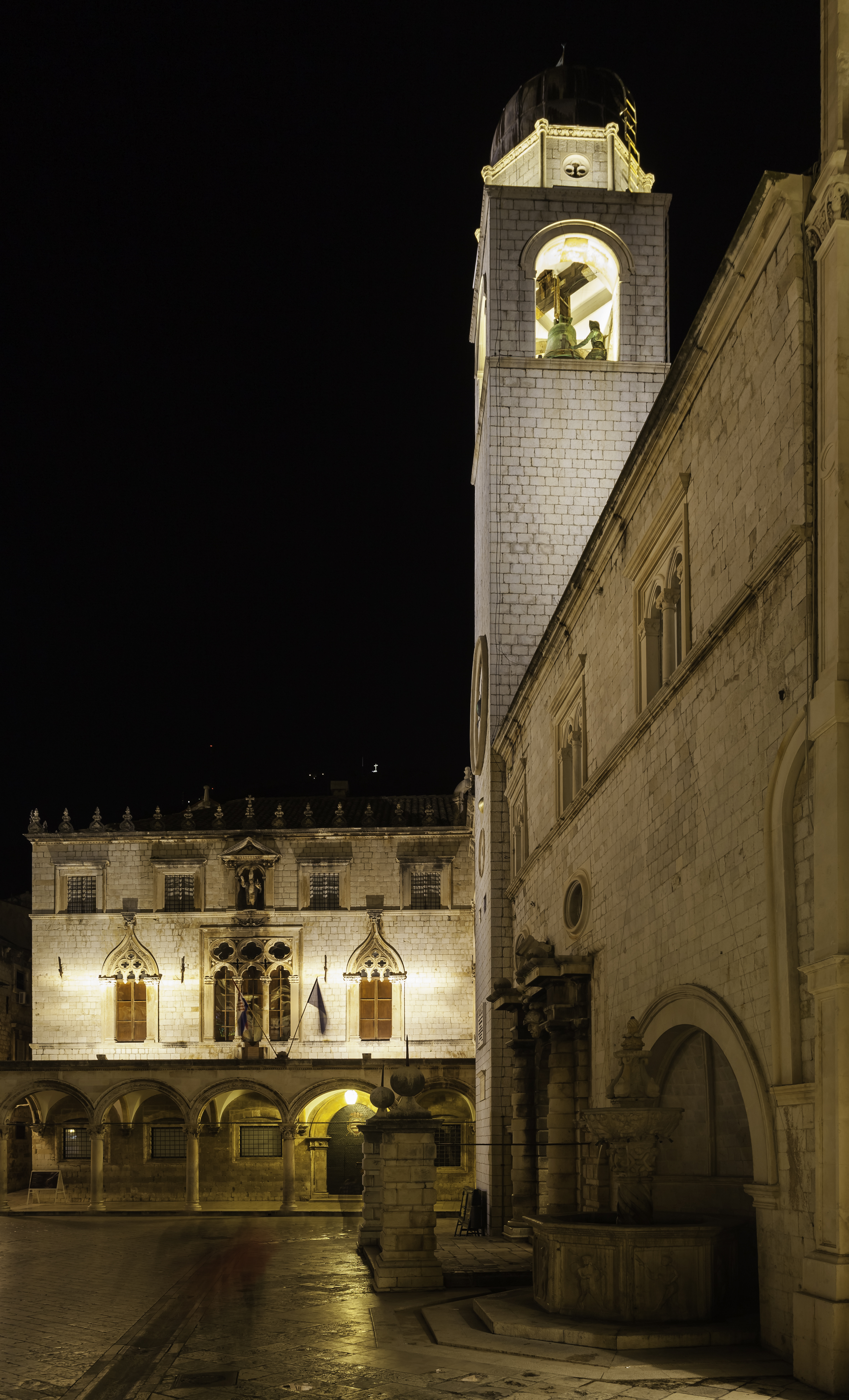
Дзвіниця і палац Спонза.

Один з найвідоміших хорватських туристичних об'єктів — це укріплене місто Дубровник з його архітектурою часу Відродження. Ізюминкою є палац Спонца, який датується 16-м століттям, і в даний час використовується для розміщення Національного архіву. Князівський палац — це готично-ренесансна структура, в якій зараз знаходиться музей. Його фасад зображений на зворотному боці хорватської 50-кунайськой банкноти, випущеної в 1993 і 2002 роках.
Церква Святого Спасителя є ще одним представником періоду Відродження, біля Францисканського монастиря. Бібліотека францисканського монастиря налічує 30 000 томів, 22 інкунабули, 1500 найцінніших рукописних документів. Експонати включають срібний позолочений хрест 15-го століття і срібне кадило, розп'яття 18-го століття з Єрусалиму, мартиролог (1541) Бемардина Гусечича і освячені Псалтирі. Найвідоміша церква Дубровника — церква Св. Блейза, побудована в 18 столітті на честь мецената Дубровника. У баварському кафедральному соборі Дубровника знаходяться мощі святого Блейза. Домініканський монастир міста нагадує фортецю зовні, але інтер'єр містить художній музей і готично-романську церкву. Особливим надбанням домініканського монастиря є його бібліотека з більш ніж 220 інкунабулами, численними ілюстрованими рукописами, багатим архівом з цінними рукописами і документами, також з обширною колекцією творів мистецтва. Головна особливість Дубровника — його стіни, розташовані в 2 км навколо міста. Стіни від 4 до 6 метрів завтовшки на стороні суші, більш тонкі на стороні моря. Система башт і веж була призначена для захисту міста.

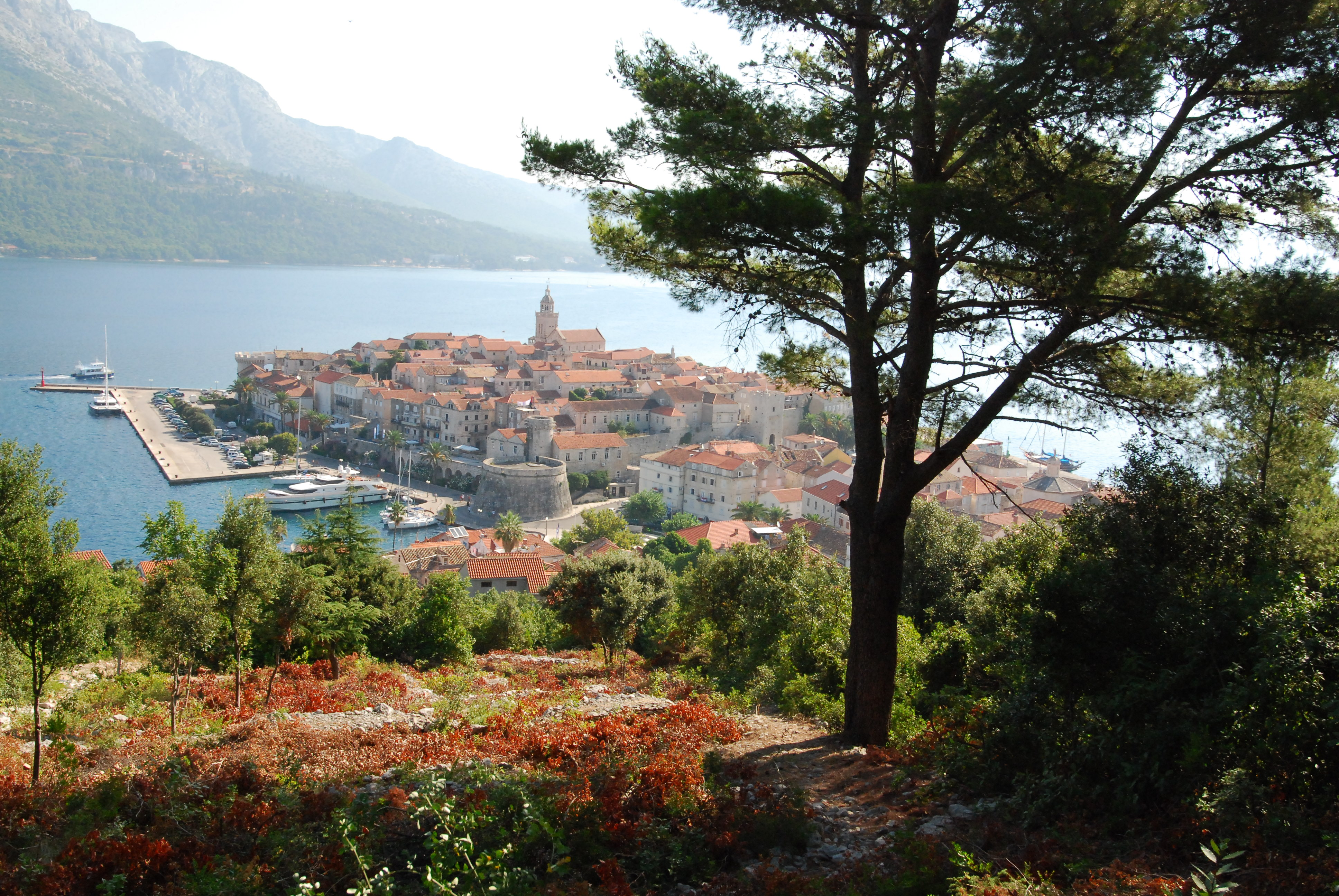
Вид на Корчулу.

Недалеко від узбережжя Дубровника знаходиться лісовий острів Локрум. На невеликому острові є замок, тисячолітній бенедиктинський монастир і ботанічний сад, заснований ерцгерцогом Максиміліаном в XIX столітті. Павичі все ще бродять по острову, які беруть свій початок від оригінальних павичів, принесених Максиміліаном.
На прилеглих островах розташований історичний острів Корчула. В католицьких мешканців Корчули зберігся старовинний звичай танцю зброї, морешка, яка датується ще середньовіччям. Спочатку танцювали тільки в особливих випадках, в наш час для туристів виступи проводяться двічі на тиждень. Історичні пам'ятки столиці охоплюють центральний романський готичний собор Святого Марка(побудований в 1301—1806 р.), Францисканський монастир 15 століття з венеційським готичним клуа́тром, палати громадської ради, палац колишніх венеційських правителів, великий 15-го і Палаци 16-го століття місцевої купецької знаті і міські укріплення.

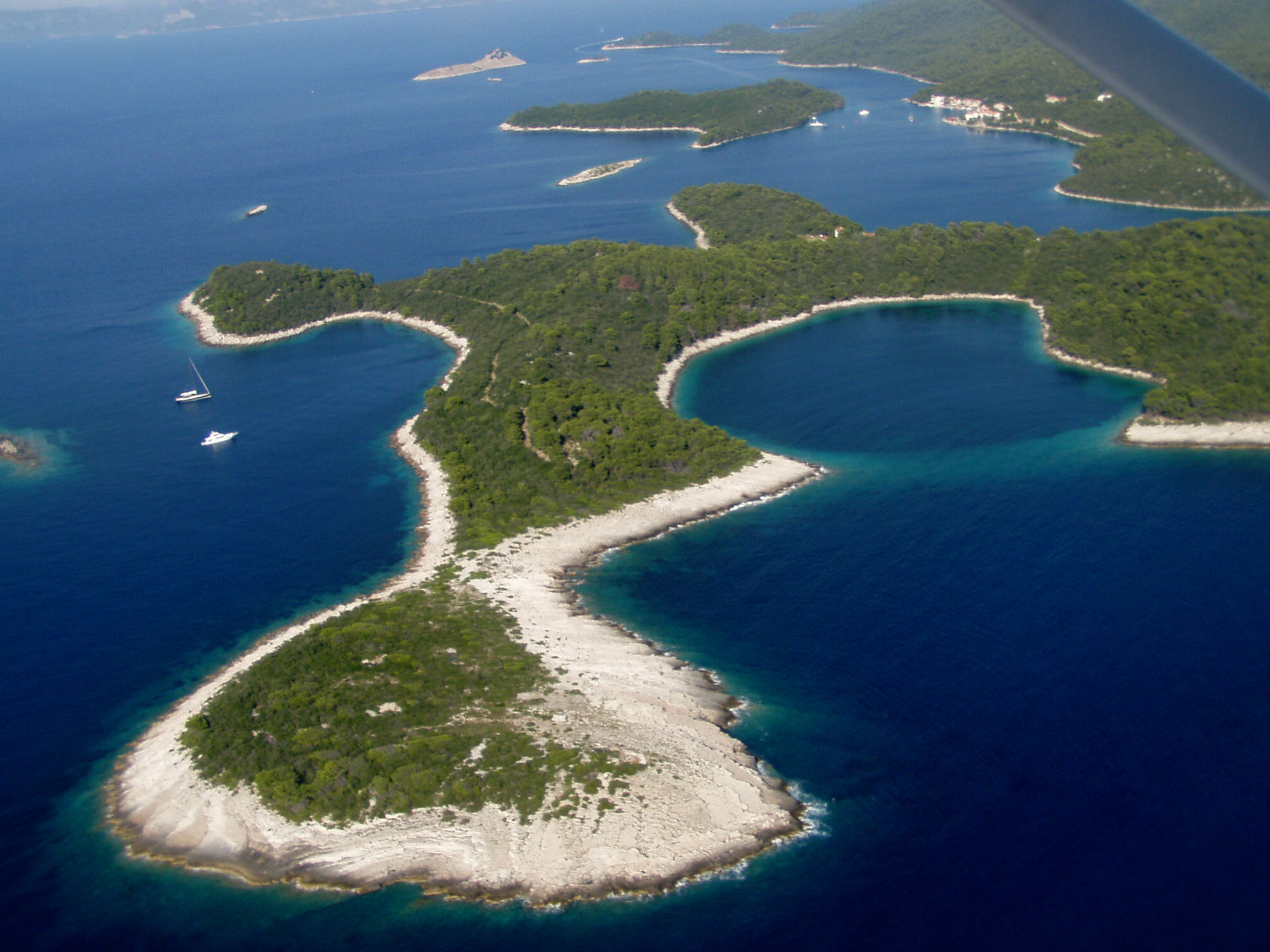
Острів Млєт.

Далі вздовж Адріатики знаходяться ліси острова Млєт. Більше ніж 72 % острова площею 98,01 км² (37,84 mi²) складають ліси. Його геологічна будова складається з вапняку і доломіту, що утворюють хребти, гребені і схили. Кілька впадин на острові Млет знаходяться нижче рівня моря і відомі як blatine («грязьові озера») або slatine («солоні озера»). Під час сезону дощів всі blatine заповнені водою і перетворюються в солоні, протягом сухого сезону.

### Центральна Хорватія

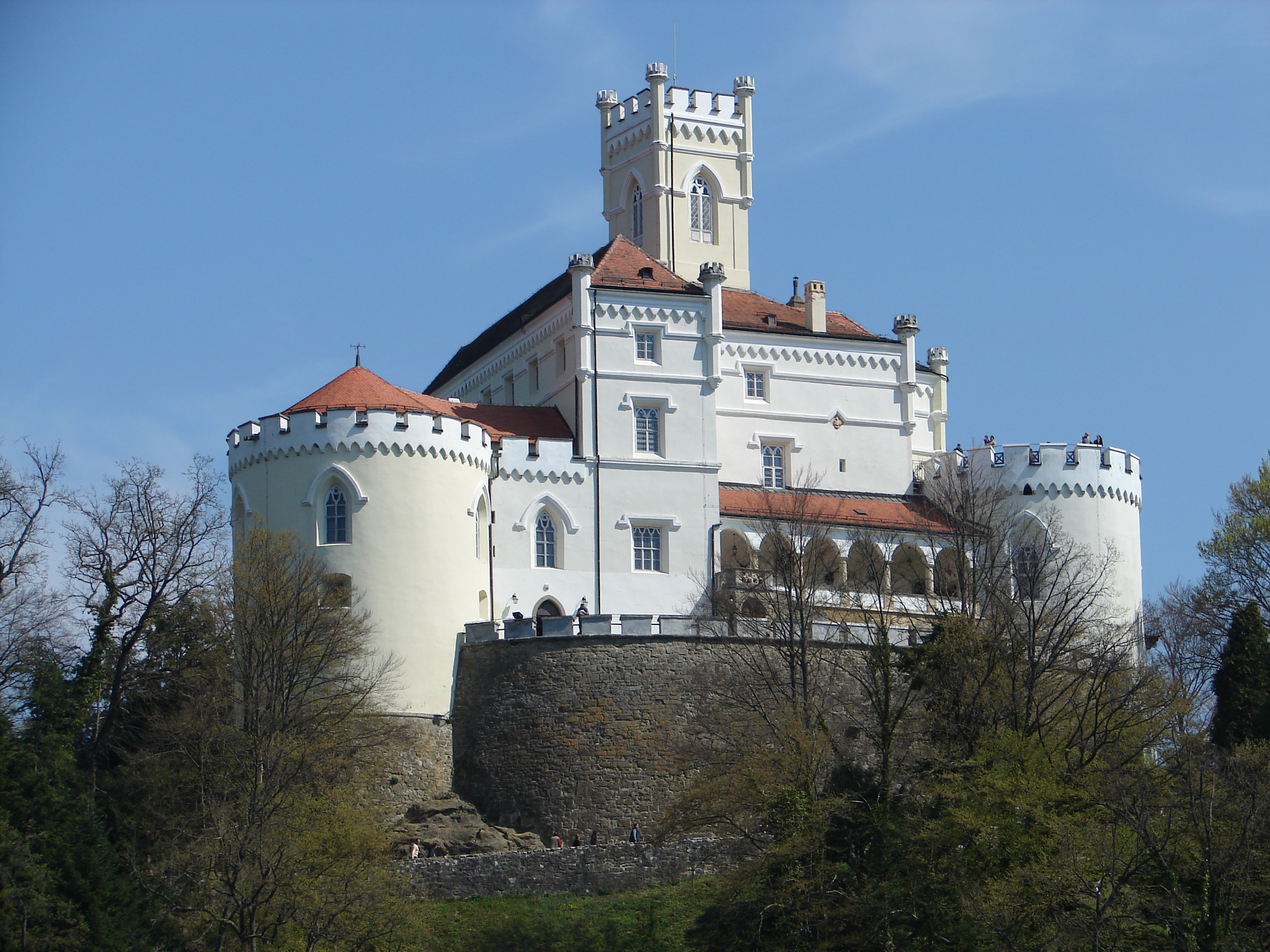
Замок Тракошчан в північній частині Хорватії.

Північна частина цього регіону, з горбистою місцевістю Загір'я, всіяна замками і курортами, а також старим містом Вараждина. Вараждин з його пам'ятниками та мистецькою спадщиною являють собою комплекс, який найкраще зберігся, і при цьому є найбагатшим міським комплексом в континентальній Хорватії.
Старе місто (фортеця) — середньовічна оборонна споруда. Будівництво почалося в 14 столітті. У наступному столітті були добавлені округлі вежі, типові для готичної архітектури Хорватії. Собор Враждина — колишня церква єзуїтів, був побудований в 1647 році, має вхід в стилі бароко, вівтар 18 століття і картини. Також наприкінці серпня починається щорічний фестиваль Шпансір і закінчується у вересні (триває 10 днів). В цей час місто вітає художників, вуличних артистів, музикантів і продавців, це називається «вуличний пішохідний фестиваль». Вараждин, також є господарем «Радарного фестивалю», який проводить концерти в кінці літа. В ньому вже брали участь багато музичних зірок, таких як Боб Ділан, Карлос Сантана, The Animals, Manic Street Preachers, Соломон Берк та інші.

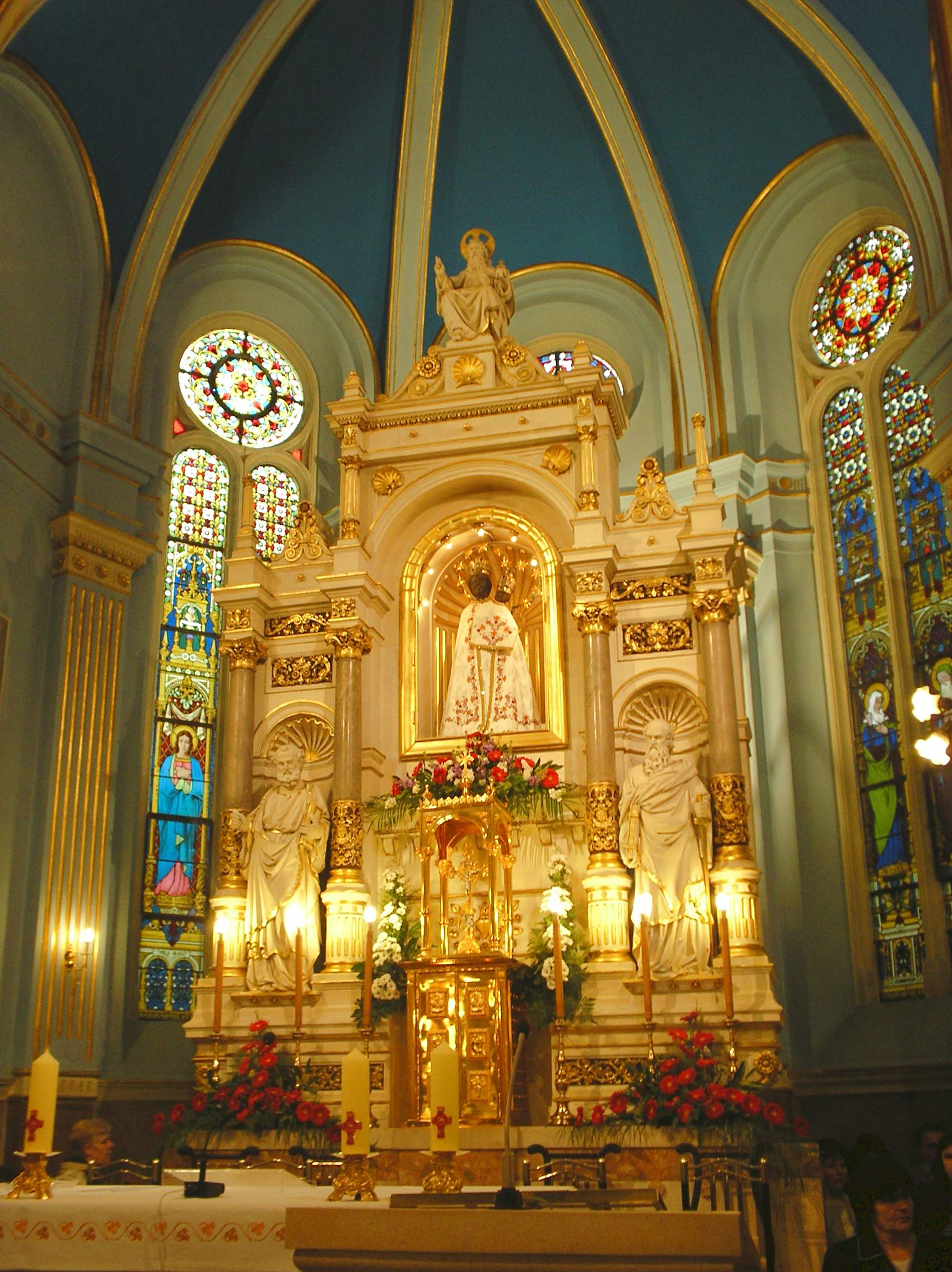
Вівтар базиліки Марії-Бистриці.

Діва Марія, святиня Марії Бистриці є найбільшим місцем паломництва в країні. Сотні тисяч паломників відвідують церкву 14-го століття. Церква відома статуєю, яка відома, як «Чорна Мадонна з немовлям», що відноситься до турецького вторгнення в 16 столітті, коли статуя була захована в церкві, а потім втрачена протягом десятиліть до її відкриття. За церквою стоїть відбувається процес «Хресної дороги», в якому прочани починають похід, провідний на Голгофу. Папа Іван Павло II відвідав це місце в 1998 році в другому турі по Хорватії.
На півдні є деякі природні пам'ятки, такі як природний парк Лонське поле. Південно-західна область відома своїми лісами та дикою природою. По всьому регіону розташовані барокові церкви, а також інша культурна архітектура.

#### Славонія
Туризм в цьому регіоні тільки розвивається, в основному курортами. На території Бараня знаходиться національний парк Копачки ріт, велике болото, з різноманітною фауною і птахами. Це один з найбільших і найбільш привабливих збережених незайманих водно-болотних угідь в Європі. Тут мешкає близько 260 різних видів птахів, таких як дикі гуси та качки, велика біла чапля, білий лелека, чорний лелека, орлан-білохвіст, ворони,чайки, лиски, Марти́ни, Рибалочкові і Жовна зелена. Надані туристичні візити на панорамних кораблях, катерах, конях або пішки, також є можливість фотографувати або записувати на відео тварин і птахів.
Культурний центр — історичне місто Осієк з його будівлями в стилі бароко, такими як церква Святого Петра і Павла, неоготична структура з другою по висоті вежею в Хорватії після Загребського собору.

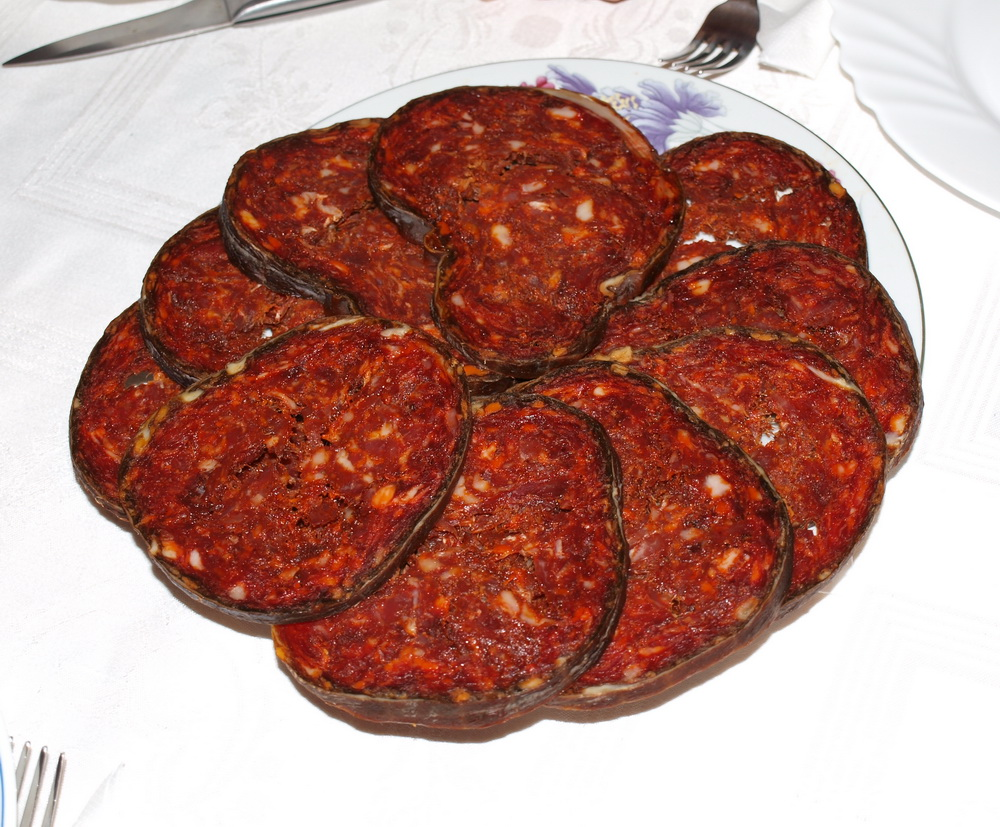
Славонійське копчене м'ясо подане на тарілці.

Собор Святого Петра в Джаково первинний орієнтир і сакральний об'єкт у всій області Славонії.
Є три основних щорічних заходів, присвячених фольклору в Славонії і Баранячі : Đakovački vezovi, Vinkovačke jeseni і Brodsko kolo. Вони представляють традиційні народні костюми, фольклорні танці, співочі колективи, парад коней і весільні вагони як особливу частину програми. Під час Đakovački vezovi, в Соборі Святого Петра (Джа́ково) виступають хори, оперні артисти. Також організовуються художні виставки у виставковому салоні, а в спортивній програмі можна побачити чистокровного білого Ліпіцанера на іподромі. Ілок і сильно пошкоджене війною місто Вуковар, також пам'ятки в цьому районі.

#### Загреб

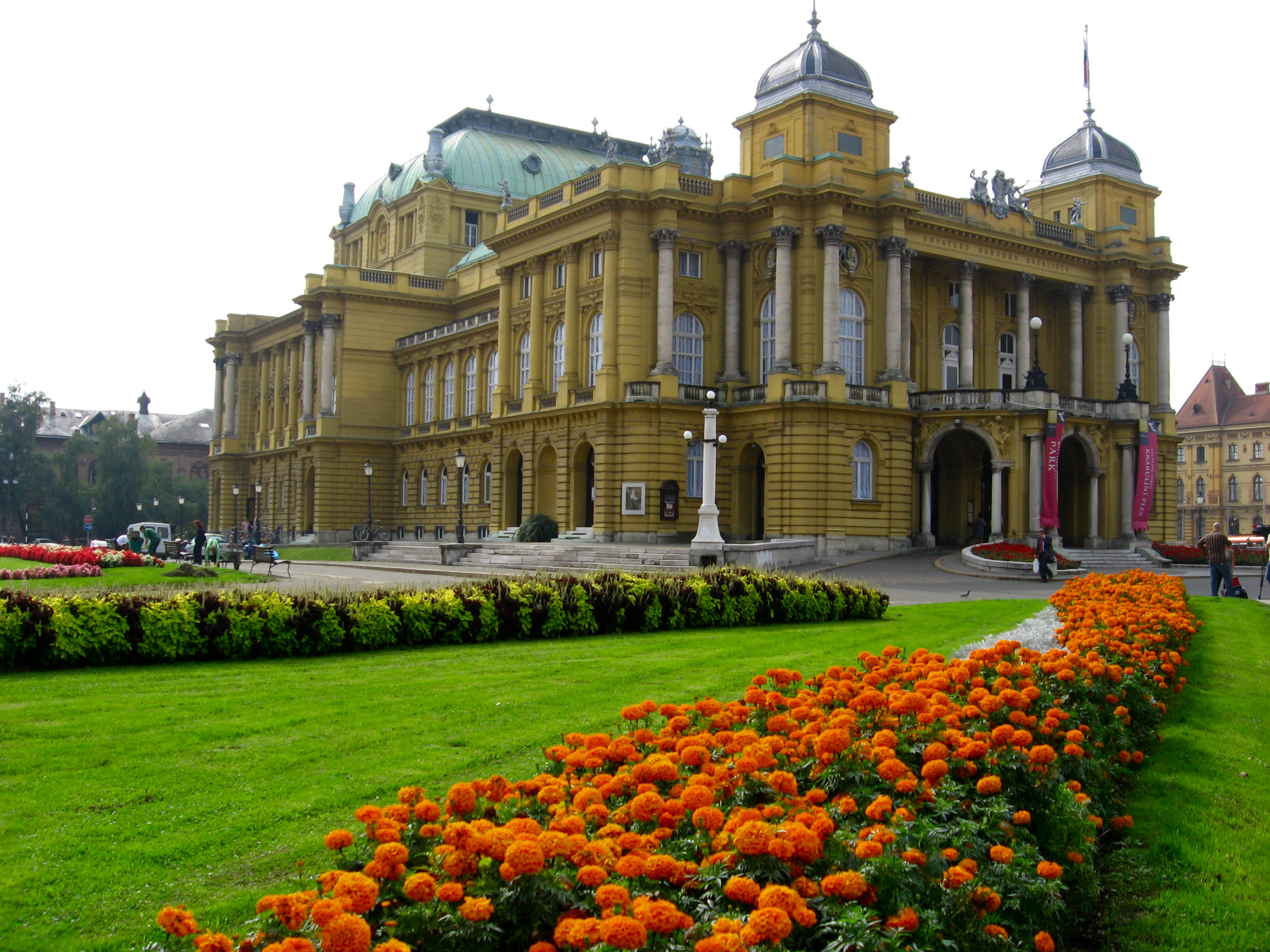
Вид на Національний театр Хорватії в Загребі.

В Загребі, як і в Празі або Будапешті, відчувається Центральна Європа, з великим і добре збереженим старим містом на пагорбі, та центром міста 19-го століття. Столиця Хорватії також є найбільшим культурним центром країни, з великою кількістю музеїв і галерей.
Історична частина міста на північ від площі Бана Єлачича складається з Гірського Градца і Каптола, середньовічного міського комплексу церков, палаців, музеїв, галерей і урядових будівель, які популярні у туристів на екскурсіях. До історичного району можна дійти пішки від площі Єлачича, центру Загреба або фунікулером на прилеглій вулиці Томічева.
Близько тридцяти колекцій в музеях і галереях складають понад 3,6 мільйона різних експонатів, за винятком церковних і приватних колекцій. Археологічний музей складається з майже 400 000 різноманітних артефактів і пам'ятників, зібраних за багато років з різних джерел. Найбільш відомою є єгипетська колекція, мумія і бинти Загреба з найстарішим етруським написом у світі (Liber Linteus Zagrabiensis), а також нумізматична колекція. У хорватському музеї природної історії знаходиться одна з найважливіших у світі колекцій останків неандертальців, знайдених в одному місці. Це останки, кам'яні знаряддя і знаряддя доісторичної людини Крапина. Запаси хорватського Музею природної історії становлять понад 250 000 екземплярів, розподілених між різними колекціями.
Є близько 20 постійних або сезонних театрів і сцен. Хорватський національний театр в Загребі був побудований в 1895 році і відкритий імператором Францом Йосифом I Австрії. Найвідоміший концертний зал називається «Ватрослава Лисинський». Відкриття зали відбулося 29 вересня 1973 року. Анімафест, Всесвітній фестиваль анімаційних фільмів, проводиться кожен парний рік, а Міжнародний бієнале музики з авангардної музики, кожен непарний рік. Він також приймає щорічний фестиваль документального кіно ZagrebDox. Фестиваль Філармонії в Загребі і виставка квітів Floraart (кінець травня або початок червня), щорічні заходи Old-timer Rally. Влітку театральні вистави і концерти, в основному в Верхньому місті, організовуються або в приміщенні, або на відкритому повітрі. На сцені Опатовіни проходять літні театральні вистави в Загребі. Загреб також є господарем Загребфест, найстарішого хорватського фестивалю поп-музики, а також декількох традиційних міжнародних спортивних подій та турнірів. День міста Загреба 16 листопада відзначається щороку з особливими святами, особливо на озері Ярун недалеко від південно-західної частини міста.

## Статистика туристів

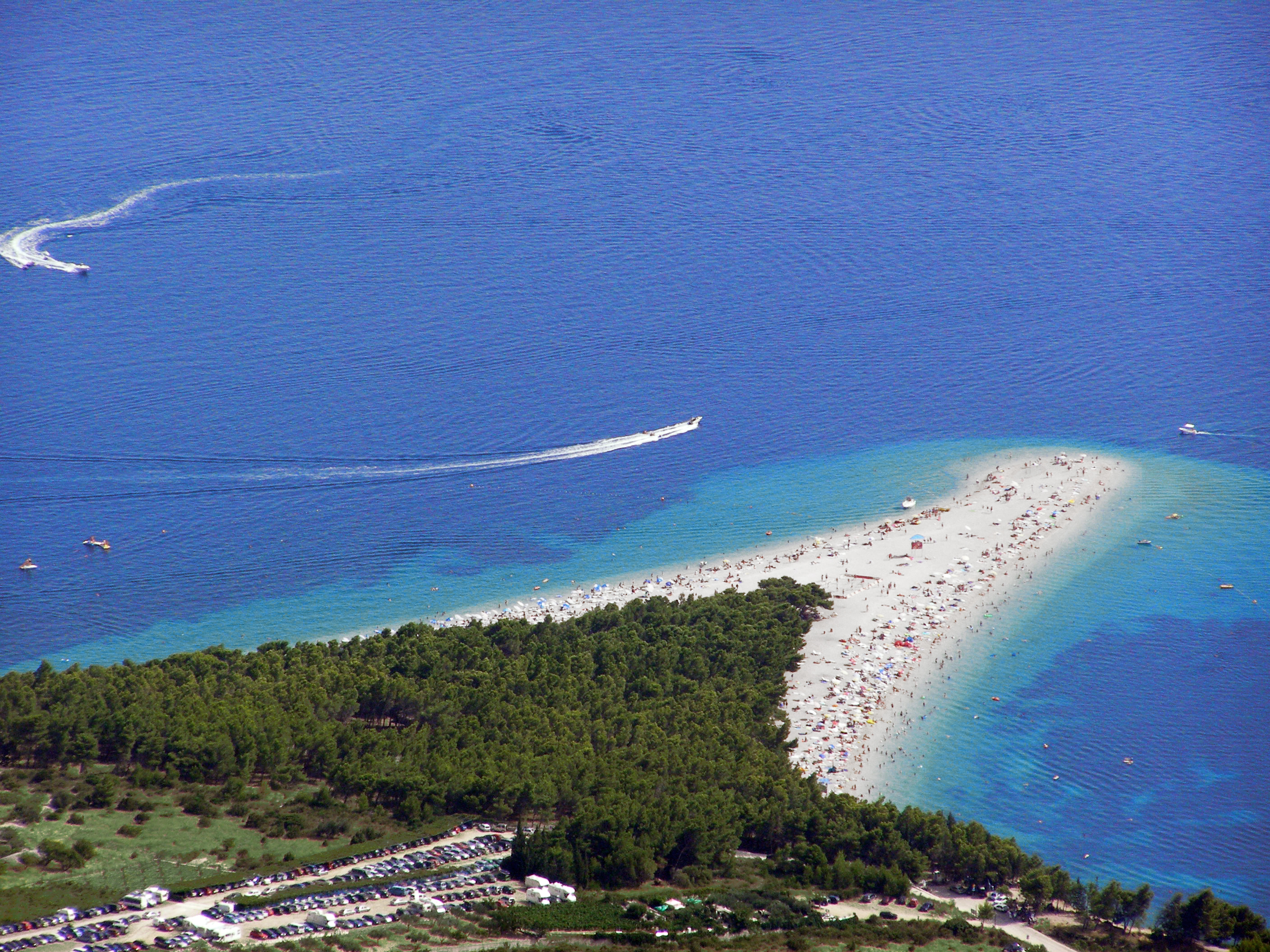
Пляж «Золотий ріг» біля м.Бол, острів Брач.

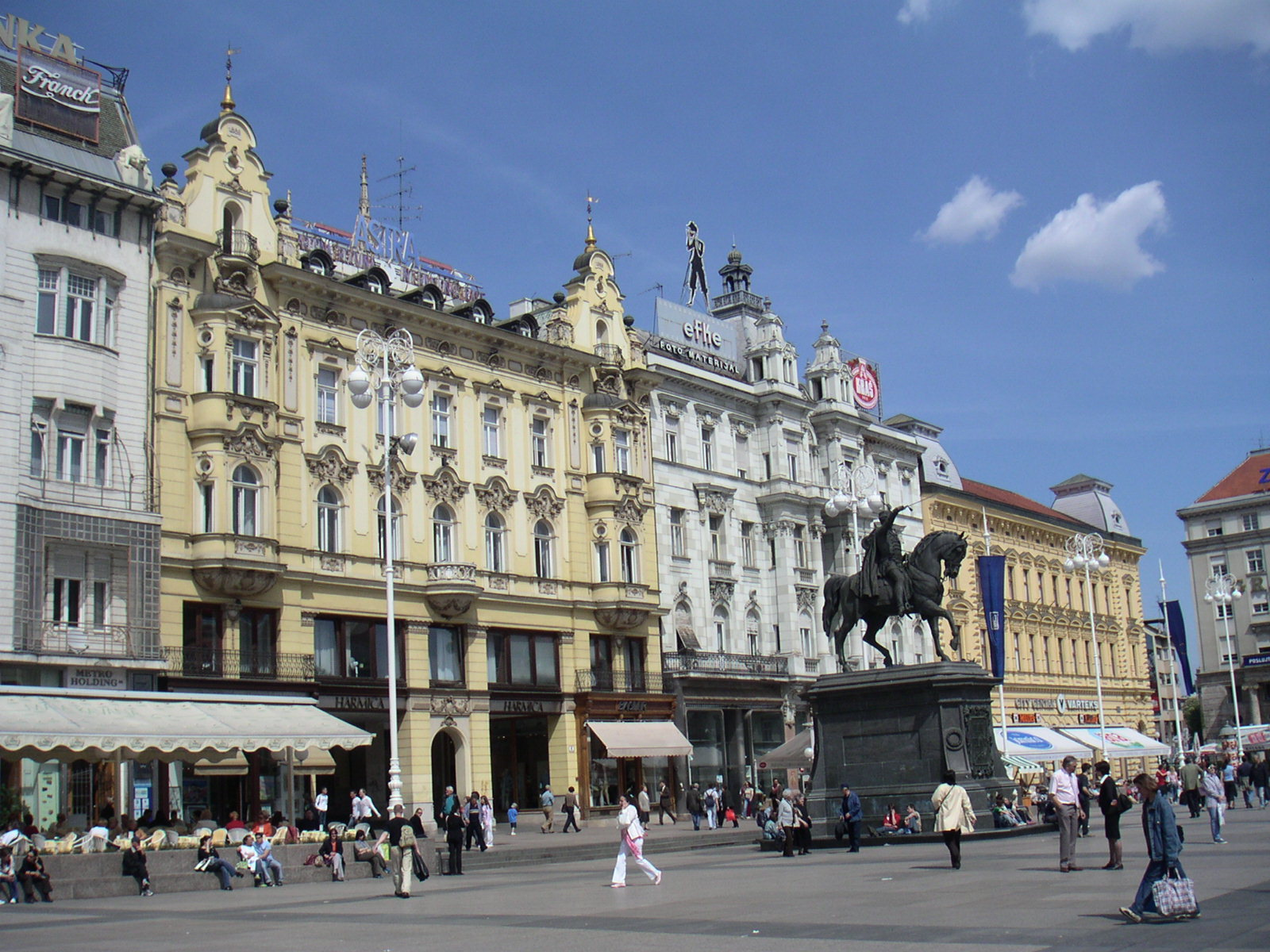
Площа Бана Єлачича в Загребі.

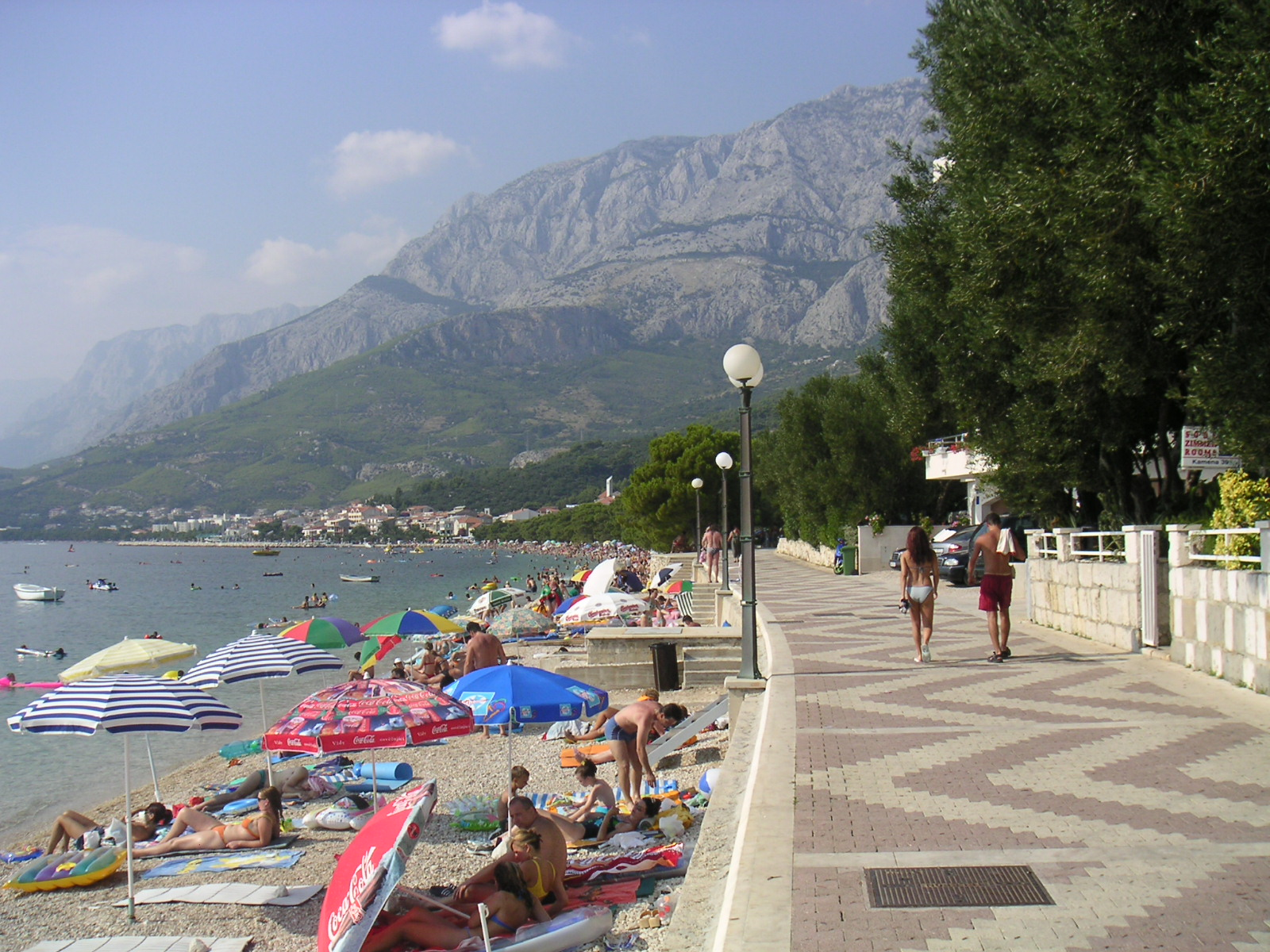
Пляж у Тучепі. Біоково на задньому плані.

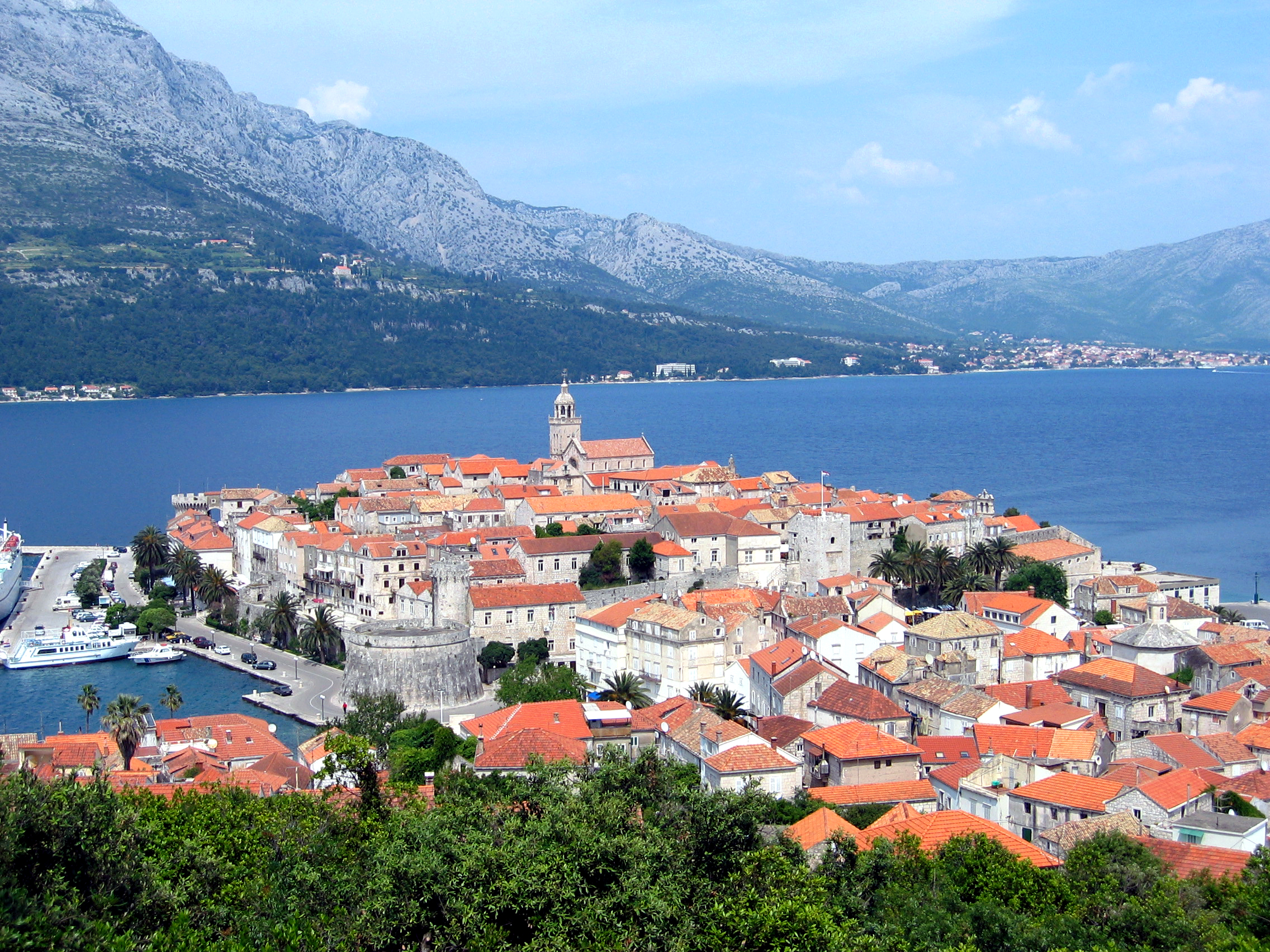
Вид на місто Корчула і протоку між півостровом Пелєшаць, і островом Корчула.

### Число туристів
Число туристів, що відвідали країну, за роками (млн. чол.)
- 1999 5,127
- 2000 7,137
- 2001 7,860
- 2002 8,320
- 2003 8,878
- 2004 9,412
- 2005 9,995
- 2006 10,385
- 2007 11,162
- 2008 11,261
- 2009 10,935
- 2010 10,604
- 2011 11,456
- 2012 11,835
- 2013 10,948
- 2014 11,624

### Країни
20 країн, з яких прибуло найбільше число іноземних туристів (2011—2012 роки):
| Країни               | 2011 — тис. ч. | 2012 — тис. ч. |
| Німеччина            | 1661           | 1853           |
| Словенія             | 1100           | 1055           |
| Італія               | 1150           | 1050           |
| Австрія              | 892            | 946            |
| Чехія                | 638            | 647            |
| Польща               | 495            | 544            |
| Франція              | 394            | 418            |
| Словаччина           | 335            | 337            |
| Нідерланди           | 287            | 335            |
| Угорщина             | 328            | 308            |
| Велика Британія      | 256            | 307            |
| Боснія і Герцеговина | 223            | 230            |
| Росія                | 182            | 196            |
| Швейцарія            | 161            | 176            |
| США                  | 151            | 173            |
| Іспанія              | 221            | 166            |
| Японія               | 132            | 155            |
| Бельгія              | 120            | 137            |
| Швеція               | 122            | 135            |
| Норвегія             | 92             | 102            |